# Suphanat Mueanta
Suphanat Mueanta (en tailandés: ศุภณัฏฐ์ เหมือนตา; Sisaket, 2 de agosto de 2002) es un futbolista tailandés. Juega de delantero y su equipo es el Buriram United de la Liga de Tailandia. Es internacional absoluto con la selección de Tailandia desde el año 2019 y es hermano del también futbolista Supachok Sarachat.

## Trayectoria
Formado en las inferiores del Buriram United, Mueanta fue promovido al primer equipo en 2018. El 26 de mayo de 2018 fue el jugador más joven en anotar un gol en la Liga de Tailandia; fue en victoria por 5-0 de local sobre el Air Force Central en la que anotó dos goles a la edad de 15 años, 9 meses y 22 días.
La temporada siguiente debutó en la Liga de Campeones de la AFC el 13 de marzo de 2019 contra el Jeonbuk Hyundai Motors. Más tarde en esa competición, Mueanta anotó un gol al Beijing Guoan, siendo el jugador más joven en anotar en la competición internacional con 16 años, 8 meses y 7 días.

## Selección nacional
Mueanta es internacional a nivel juvenil por Tailandia desde la sub-16. 
Debutó con la selección mayor de Tailandia el 5 de junio de 2019 en la derrota por 1-0 ante Vietnam en un encuentro amistoso.

## Estadísticas
Actualizado al último partido disputado el 31 de mayo de 2020.
| Club | Div.          | Temporada     | Liga  | Liga  | Copas nacionales(1) | Copas nacionales(1) | Copas de la Liga(2) | Copas de la Liga(2) | Copas internacionales(3) | Copas internacionales(3) | Otras(4) | Otras(4) | Total | Total |
| Club | Div.          | Temporada     | Part. | Goles | Part.               | Goles               | Part.               | Goles               | Part.                    | Goles                    | Part.    | Goles    | Part. | Goles |
| --- | ------------- | ------------- | ----- | ----- | ------------------- | ------------------- | ------------------- | ------------------- | ------------------------ | ------------------------ | -------- | -------- | ----- | ----- |
| Buriram United Tailandia | 1.ª           | 2018          | 9     | 2     | 0                   | 0                   | 0                   | 0                   | 0                        | 0                        | -        | -        | 9     | 2     |
| Buriram United Tailandia | 1.ª           | 2019          | 23    | 8     | 4                   | 0                   | 5                   | 0                   | 5                        | 1                        | 1        | 0        | 37    | 9     |
| Buriram United Tailandia | 1.ª           | 2020          | 3     | 1     | 0                   | 0                   | 0                   | 0                   | 2                        | 0                        | 0        | 0        | 5     | 1     |
| Buriram United Tailandia | Total club    | Total club    | 35    | 11    | 4                   | 0                   | 5                   | 0                   | 7                        | 1                        | 1        | 0        | 51    | 12    |
| Total carrera | Total carrera | Total carrera | 35    | 11    | 4                   | 0                   | 5                   | 0                   | 7                        | 1                        | 1        | 0        | 51    | 12    |
| (1) Incluye datos de la Copa FA de Tailandia (2) Incluye datos de la Copa de la Liga de Tailandia (3) Incluye datos de la Liga de Campeones de la AFC (4) Incluye datos de la Supercopa de Tailandia |               |               |       |       |                     |                     |                     |                     |                          |                          |          |          |       |       |

## Palmarés

### Títulos nacionales
| Título            | Club           | País      | Año  |
| ----------------- | -------------- | --------- | ---- |
| Liga de Tailandia | Buriram United | Tailandia | 2018 |

### Distinciones individuales
| Distinción                                                             | Año  |
| ---------------------------------------------------------------------- | ---- |
| Jugador joven del año de la AFF                                        | 2019 |
| Máximo goleador de la Eliminatoria al Campeonato sub-19 de la AFC 2020 | 2020 |

## Vida personal
Su hermano Supachok Sarachat también es futbolista profesional.